# لاکلان میلن
لاکلان میلْنْ (انگلیسی: Lachlan Milne) فیلم‌بردار اهل استرالیا است.
از فیلم‌ها یا مجموعه‌های تلویزیونی که وی در آن‌ها نقش داشته‌است، می‌توان به چیزهای عجیب، شکار انسان‌های سرگردان، هیولاهای کوچک، میناری، عشق و هیولاها و هدف بعدی پیروزی است اشاره نمود.